# Доминиканская Республика на летних Олимпийских играх 2000
Доминиканская Республика принимала участие в Летних Олимпийских играх 2000 года в Сиднее (Австралия) в десятый раз за свою историю, но не завоевала ни одной медали. Сборную страны представляли 13 участников, из которых 2 женщины.

## Состав олимпийской сборной Доминиканской республики

### Дзюдо
Спортсменов — 2
Соревнования по дзюдо проводились по системе на выбывание. В утешительные раунды попадали спортсмены, проигравшие полуфиналистам турнира. Два спортсмена, одержавших победу в утешительном раунде, в поединке за бронзу сражались с проигравшими в полуфинале.
Мужчины
| Соревнование | Спортсмены          | Первый раунд       | Второй раунд                  | 1/8 финала           | Четвертьфинал        | Полуфинал            | Финал                | Место |
| Соревнование | Спортсмены          | Соперник Результат | Соперник Результат            | Соперник Результат   | Соперник Результат   | Соперник Результат   | Соперник Результат   | Место |
| ------------ | ------------------- | ------------------ | ----------------------------- | -------------------- | -------------------- | -------------------- | -------------------- | ----- |
| до 60 кг     | Хуан Карлос Хасинто | Не участвовал      | О. Ребахи (ALG) П 0010 — 0010 | Завершил выступление | Завершил выступление | Завершил выступление | Завершил выступление | —     |

Женщины
| Соревнование | Спортсмены       | Первый раунд                    | 1/8 финала            | Четвертьфинал         | Полуфинал             | Финал                 | Место |
| Соревнование | Спортсмены       | Соперник Результат              | Соперник Результат    | Соперник Результат    | Соперник Результат    | Соперник Результат    | Место |
| ------------ | ---------------- | ------------------------------- | --------------------- | --------------------- | --------------------- | --------------------- | ----- |
| до 63 кг     | Элеукадия Варгас | Чжи Кён Сун (PRK) П 0010 — 1000 | Завершила выступление | Завершила выступление | Завершила выступление | Завершила выступление | —     |